# Kazimierz Wilamowski
Kazimierz Wilamowski, właśc. Kazimierz Antoni Knobelsdorf (ur. 23 marca 1896 w Nowym Dworze na Polesiu, zm. 27 grudnia 1978 w Warszawie) – polski aktor teatralny, filmowy i telewizyjny, reżyser teatralny.

## Życiorys
Urodził się 23 marca 1896 w Nowym Dworze na Polesiu, ówcześnie na terenie Imperium Rosyjskiego, w rodzinie Franciszka Knobelsdorfa, oficjalisty dworskiego, i Felicji ze Szpiganowiczów.
W latach 1916–1918 służył w armii carskiej, a od 1918 w Wojsku Polskim. W maju 1920 otrzymał awans na podporucznika. W 1921 kształcił się w Warszawskiej Szkole Dramatycznej, a w 1923 ukończył Oddział Dramatyczny przy Konserwatorium Muzycznym w Warszawie. W sezonie 1923/24 występował pod nazwiskiem Knobelsdorf w zespole Teatru Reduta. W sezonie 1924/25 występował na scenie Teatru im. Juliusza Słowackiego w Krakowie, w sezonie 1925/26 na scenach Reduty w Wilnie, a w sezonie 1926/27 w Teatrach Miejskich we Lwowie.
W 1927 przeniósł się do Teatru Nowego w Poznaniu, a w sezonie 1928/29 ponownie występował w wileńskiej Reducie. W sezonie 1930/31 – po raz pierwszy pod pseudonimem Wilamowski – występował na deskach Teatru Miejskiego w Lublinie. W maju 1931 – ponownie pod nazwiskiem Knobelsdorf – grał w Teatrze Ateneum w Warszawie, a w lecie tego roku, już jako Wilamowski, na scenie stołecznego Teatru Kometa. Pseudonimu Wilamowski używał już do końca życia.
W latach 1931–1935 występował w Teatrze Miejskim w Bydgoszczy, gdzie w 1934 również reżyserował. W sezonie 1935/36 był aktorem warszawskiego zespołu Instytutu Reduty. Do wybuchu II wojny światowej występował na scenach warszawskich: Teatru Polskiego i Teatru Małego. Podczas okupacji grał w teatrach jawnych w Warszawie: „Złoty Ul”, „Nowości” i „Komedia”.
W 1945 był aktorem Teatru Miejskiego w Łodzi oraz wykładowcą Studia Dramatycznego przy tej placówce. Następnie występował w Miejskich Teatrach Dramatycznych w Warszawie (sezon 1946/47) i Teatrze Wojska Polskiego w Łodzi (1947–1949) oraz na scenach teatrów warszawskich: Współczesnego (1949–1951), Powszechnego (1951–1956) i Ludowego (1956–1958). W latach 1958–1975 należał do zespołu Teatru Polskiego w Warszawie. W 1975 przeszedł na emeryturę, ale w 1976 występował jeszcze gościnnie.
Miał w swym dorobku wiele liczących się ról. Uchodził za ucznia Juliusza Osterwy. W Teatrze Reduta zwrócił uwagę recenzentów jako „pełen skupionej powagi i szlachetnego umiaru” (Antoni Słonimski) Mak-Yks w Pierścieniu wielkiej damy Cypriana Kamila Norwida (1936). W warszawskim Teatrze Polskim grał m.in. Mikołaja Kopernika w Cezarze i człowieku Adolfa Nowaczyńskiego „dając mu ujmującą prostotę geniuszu” (Tadeusz Boy-Żeleński) i „wiele skupionej powagi i żarliwości” (Antoni Słonimski) oraz Księcia Henryka Edwarda w sztuce Mała Dorrit Karola Dickensa „objawiając się z nieznanej dotąd strony humoru i młodości” (Tadeusz Boy-Żeleński), a także Jerzego Fanninga w Asmodeuszu François Mauriaca „łącząc przyjemną powierzchowność ze staranną interpretacją swej roli” (Jan Parandowski).
Występował również w spektaklach Teatru Telewizji (1959–1977) i słuchowiskach Teatru Polskiego Radia (1949–1973).
Dwukrotnie żonaty. Był mężem aktorki Marii Seroczyńskiej, a pod koniec życia Barbary z Jóźwiaków, 1° v.  Leszczewskiej.
Zmarł 27 grudnia 1978 w Warszawie, pochowany na cmentarzu Komunalnym Północnym na Wólce Węglowej (kwatera W-V-4-1-3).

## Filmografia
- Jego wielka miłość (1936) – mężczyzna w loży
- Róża (1936) – oficer rosyjski aresztujący Jana Czarowica
- Tajemnica panny Brinx (1936) – lokaj w hotelu w Zakopanem
- Serce matki (1938) – Wiesław Borzęcki
- Prawdziwe oblicze (etiuda filmowa) (1949) – lekarz wojskowy
- Miasto nieujarzmione (1950) – oficer niemiecki
- Żołnierz zwycięstwa (1953) – Józef Stalin
- Podhale w ogniu (1955) – biskup Gembicki, pełnomocnik królewski
- Sprawa pilota Maresza (1955) – Hornowski, dotychczasowy naczelnik lotniska
- Nikodem Dyzma (1956) – dyrektor Terkowski
- Deszczowy lipiec (1957) – Stanisław Porębski
- Orzeł (1958) – estoński admirał dokonujący internowania „Orła”
- Pociąg (1959) – pasażer śpiący w przedziale konduktorki
- Zezowate szczęście (1960) – generał na trybunie podczas defilady
- Zaduszki (1961) – partyzant AK
- Czas przeszły (1961) – profesor, ojciec Antoniego
- Na białym szlaku (1962) – kapitan brytyjski
- Naprawdę wczoraj (1963)
- Smarkula (1963) – profesor, szef Bogdana
- Przerwany lot (1964)
- Podziemny front (serial telewizyjny) (1965) – ojciec Ryśka (odc. 3. Spotkanie z mordercą)
- Marysia i Napoleon (1966) – Breza
- Lalka (1968)

- Epilog norymberski (1970)
- Wielka miłość Balzaka (serial tv) (1973)

## Spektakle Teatru Tv
- Pani Bovary (1959)
- Generał Adamow (1967)
- Szansa słabego (1968) – Wysocki
- Epilog Norymberski (1969)
- Gniewko, syn rybaka (1969) – Paweł, kasztelan łęczycki, ojciec Agnieszki (cz. 3, 4, 5)
- Niemcy (1969) – Antoni
- Mała ankieta (1970) – Sędzia przewodniczący
- Bogumił i Barbara (1971) – Krępski
- Sprawa Evy Evard (1972) – Uczestnik przyjęcia u Van Trothena
- Przed burzą (1977) (cz. 5)

## Ordery i odznaczenia
- Krzyż Kawalerski Orderu Odrodzenia Polski (1976)
- Medal 10-lecia Polski Ludowej (19 stycznia 1955)[3]